# Śliwa, Tỉnh Warmian-Masurian
Śliwa [ˈɕliva] (Đức Schliewe) là một ngôi làng ở quận hành chính của Gmina Zalewo, trong Ilawa County, WARMIŃSKO-MAZURSKIE, ở miền bắc Ba Lan. Nó nằm khoảng 8 kilômét (5 mi) về phía đông nam của Zalewo, 23 km (14 mi) phía bắc Iława và 55 km (34 mi) về phía tây của thủ đô khu vực Olsztyn.